# Wahid Taleblu
Wahid Taleblu (per. وحيد طالب‌لو, ur. 26 maja 1982 w Teheranie) – irański piłkarz grający na pozycji bramkarza.

## Kariera klubowa
Taleblu pochodzi z Teheranu. Piłkarską karierę rozpoczynał w tamtejszym klubie Esteghlal Teheran i w 2003 roku zadebiutował w lidze irańskiej. Z czasem stał się podstawowym bramkarzem zespołu, a irańskie media skupiły się na nim w sezonie 2005/2006, gdy obronił rzut karny wykonywany przez legendę irańskiej piłki, Alego Daeiego. W tym samym sezonie stał się czołowym graczem Esteghlal i przyczynił się do wywalczenia mistrzostwa Iranu. Wygrał też rywalizację z reprezentantem kraju, Mehdim Rahmatim. W sierpniu 2006 przedłużył kontrakt z Esteghlal o rok, a w lidze został uznany najlepszym bramkarzem za sezon 2006/2007. 1 marca 2007 podpisał nowy kontrakt ze swoim klubem, obowiązujący przez kolejne 2 lata. W 2011 roku odszedł z Esteghlalu i grał w Szahinie Buszehr, a następnie w Rah Ahan Teheran. W 2015 roku wrócił do Esteghlalu. W sezonie 2016/2017 grał w klubie Fulad Ahwaz.

## Kariera reprezentacyjna
W reprezentacji Iranu Taleblu zadebiutował 20 lutego 2006 w wygranym 4:0 meczu z Chińskim Tajpej, rozegranym w ramach eliminacji do Pucharu Azji 2007. W 2006 roku Branko Ivanković powołał go do kadry na Mistrzostwa Świata w Niemczech, na których był rezerwowym dla Ebrahima Mirzapoura. W 2007 roku był członkiem kadry na Puchar Azji 2007 - zagrał tam w ćwierćfinale z Koreą Południową, przegranym przez Iran po rzutach karnych.